# Mobilní služby Google
Mobilní služby Google (anglicky Google Mobile Services, GMS, někdy též GAPPS) je kolekce proprietárních aplikací a aplikačních rozhraní (API) od společnosti Google, které jsou obvykle předinstalované na zařízeních Android, jako jsou chytré telefony, tablety a chytré televizory. GMS není součástí projektu Android Open Source Project (AOSP), což znamená, že výrobce zařízení se systémem Android musí získat licenci od společnosti Google, aby mohl legálně předinstalovat GMS na zařízení s Androidem. Tuto licenci poskytuje Google bez jakýchkoli licenčních poplatků, ovšem výrobce musí splnit řadu podmínek.

## Aplikace
- Google Search
- Google Chrome
- YouTube
- Google Play
- Google Drive (Disk Google)
- Gmail
- Google Duo
- Google Maps (Mapy Google)
- Google Photos (Fotky Google)
- Google TV
- YouTube Music